# Tentudía
Tentudía es una mancomunidad integral de la comunidad autónoma de Extremadura, ubicada en el sur de la provincia de Badajoz. 
Se instaura por iniciativa institucional en la década de los 70 a través de la Mancomunidad Turística y de Servicios de Tentudía, es por esto que no se puede hablar de una cohesión social de sus habitantes sino más bien como un medio institucional para la consecución de unos objetivos comunes. Con el término Tentudía se hace mención a algo que han tenido en común estos pueblos, por una parte la presencia medieval de la Orden de Santiago y la veneración de la Virgen de Tentudía, situada arriba del monte del mismo nombre, en el que se superan los 1100 m s. n. m., situándolo así en el punto más alto de la provincia de Badajoz.
De forma triangular cuenta con una extensión de 1286, 2 km² y con una población de 19374 habitantes.

## Municipios
La componen 9 municipios:
| Municipio                                                                 | Población | Superficie | Densidad |
| ------------------------------------------------------------------------- | --------- | ---------- | -------- |
| Bienvenida                                                                | 2.031     | 92,2       | 22,03    |
| Bodonal de la Sierra                                                      | 1.001     | 68,4       | 14,63    |
| Cabeza la Vaca                                                            | 1.272     | 64         | 19,88    |
| Calera de León                                                            | 917       | 69,2       | 13,25    |
| Fuente de Cantos                                                          | 4.638     | 251,8      | 18,42    |
| Fuentes de León                                                           | 2.198     | 109,9      | 20       |
| Monesterio                                                                | 4.254     | 322        | 13,21    |
| Montemolín · (incluye las dos pedanías de Pallares y Santa María de Nava) | 1.280     | 202,7      | 6,31     |
| Segura de León                                                            | 1.783     | 106        | 16,82    |